# 茸安乡
茸安乡是中华人民共和国四川省阿坝藏族羌族自治州阿坝县下辖的一个乡。

## 行政区划
茸安乡下辖以下地区：
阿斯久村、蒙古村、安坝村、直尕村、夏尔尕村和格尔登村。